# Entidades de fiscalización ambiental
Las Entidades de fiscalización ambiental (EFA) son aquellas entidades públicas en Perú de ámbito nacional, regional o local que tienen atribuidas acciones de fiscalización ambiental.Las EFA están reguladas por la Ley n.º 29325, Ley del sistema nacional de evaluación y fiscalización ambiental (SINEFA). El Sistema Nacional de Evaluación y Fiscalización Ambiental (Perú) está compuesto por tres tipos de entidades: el Organismo de Evaluación y Fiscalización Ambiental (OEFA) como ente rector, el Ministerio del Ambiente (MINAM) y las EFA.
Existen EFAs a nivel nacional, regional y local. Cada una de ellas cumple roles de evaluación, supervisión, fiscalización y sanción o aplicación de incentivos, de acuerdo a sus competencias. Asimismo, sus atribuciones y obligaciones se encuentran basadas en la Ley del sistema nacional de evaluación y fiscalización ambiental.

## Tipos de EFA

### EFA nacionales
Algunos ministerios y organismos técnicos especializados ejercen funciones de fiscalización ambiental. Las EFA nacionales son el Ministerio de Transportes y Comunicaciones (MTC), Ministerio de la Producción (PRODUCE), Ministerio de Vivienda, Construcción y Saneamiento del Perú (MVCS), Ministerio de Desarrollo Agrario y Riego (MIDAGRI), Ministerio de Comercio Exterior y Turismo (MINCETUR), Ministerio de Salud (MINSA), Organismo Supervisor de la Inversión en Infraestructura de Transporte de Uso Público (OSITRAN), Organismo de Supervisión de los Recursos Forestales y de Fauna Silvestre (OSINFOR), Servicio Nacional de Áreas Naturales Protegidas por el Estado (SERNANP), Servicio Nacional Forestal y de Fauna Silvestre (SERFOR), la Autoridad Nacional de Agua (ANA), Dirección General de Capitanías y Guardacostas (DICAPI) y Dirección General de Minería (DGM). 

### EFA regionales
Mediante sus áreas de recursos naturales, energía, pequeños productores mineros y minería artesanal, y de hidrocarburos, salud ambiental, acuicultura y pesca artesanal.

### EFA locales
Las municipalidades provinciales y distritales a través de sus unidades orgánicas ambientales y fiscalizadoras.

## Funciones de fiscalización ambiental
La fiscalización ambiental comprende las siguientes acciones con el fin de asegurar el cumplimiento de las obligaciones ambientales establecidas por el estado:

### Función evaluadora
Consiste en realizar actividades de vigilancia y monitoreo de la calidad del ambiente. Tiene por finalidad generar evidencia científica y técnica que permite verificar el estado del ambiente y sus componentes.

### Función supervisora
Consiste en el seguimiento y la verificación del cumplimiento de las obligaciones y evalúa el desempeño ambiental de los administrados.

#### Función supervisora de las EFA
A través de la Subdirección de Seguimiento de Entidades de Fiscalización Ambiental y de las Oficinas Desconcentradas a nivel nacional se verifica el desempeño de las EFA.

### Fiscalización y sanción
Comprende la tramitación del procedimiento sancionador a fin de investigar posibles infracciones por parte de los administrados. También implica implementar acciones correctivas para contrarrestar los impactos ambientales causados por una infracción.

### Aplicación de incentivos
Implica la promoción de buenas prácticas empresariales a fin de reducir el impacto negativo ambiental de sus acciones.

## Atribuciones y obligaciones de las EFA

### Atribuciones
De acuerdo al artículo 12 del Reglamento de la Ley n.º 29325, Ley del sistema nacional de evaluación y fiscalización ambiental (SINEFA):

Las entidades que ejercen fiscalización ambiental, la realizan conforme a las facultades otorgadas de acuerdo a la norma legal que corresponda y las disposiciones que sobre la materia emita el OEFA.

### Obligaciones
Entre las obligaciones de las EFAs se encuentran:
- Ejercer las funciones de fiscalización ambiental en el ámbito de sus competencias.
- Elaborar su respectivo plan anual de evaluación y fiscalización ambiental (PLANEFA), el mismo que debe ir en su Plan Operativo Institucional
- Acatar las disposiciones de la OEFA en su función normativa
- Cumplir con las medidas de carácter particular que disponga el OEFA en el ejercicio de función supervisora de las entidades públicas.

## Condiciones para el ejercicio regular de la fiscalización ambiental
De acuerdo al artículo 5° del Régimen Común de Fiscalización Ambiental, las EFA deben cumplir con ciertas condiciones:
- Aprobar una tipificación de infracciones y sanciones ambientales.
- Aprobar los instrumentos legales y técnicos.
- Contar con el equipamiento técnico necesario y recurrir a laboratorios acreditados o de reconocida competencia técnica.
- Cumplir con la elaboración, aprobación, ejecución y reporte de su PLANEFA.
- Tener mecanismos que permitan medir la eficacia y eficiencia del ejercicio de la fiscalización ambiental.
- Reportar al OEFA el ejercicio de las acciones de fiscalización ambiental realizadas.

## Plan anual de evaluación y fiscalización ambiental
Es el instrumento a través cada EFA planifica las acciones de fiscalización ambiental de su competencia a ser efectuadas en el año candelario siguiente.

## Obligaciones ambientales fiscalizables
De acuerdo al artículo 17 del Reglamento de la Ley Nº 29325, son los siguientes:
- Cumplimiento de normativa ambiental (contar con IGA, no sobrepasar LMP, entre otros).
- El cumplimiento de las obligaciones y los compromisos establecidos en los IGA.
- El cumplimiento de los compromisos ambientales asumidos en contratos de concesión.
- El cumplimiento de las medidas cautelares, preventivas o correctivas, así como mandatos particulares emitidos por el OEFA.
- Otras que correspondan en el ámbito de su competencia.

## Normativa relacionada

### Sistema nacional de evaluación y fiscalización ambiental
De acuerdo al artículo 5 del Reglamento de la Ley Nº 29325, Ley del sistema nacional de evaluación y fiscalización ambiental (SINEFA):

El SINEFA es un sistema funcional, en el marco de lo establecido en la Ley Nº 29158, Ley Orgánica del Poder Ejecutivo, que comprende un conjunto de principios, normas, procedimientos, técnicas e instrumentos mediante los cuales se organiza la fiscalización ambiental que es desarrollada por sus entidades conformantes; en el ámbito de sus respectivas competencias.

### Régimen común de fiscalización ambiental
Fue aprobado mediante Resolución Ministerial Nº 247-2013-MINAM. Es un instrumento de cumplimiento obligatorio por las EFA.

### Reglamento de supervisión del OEFA
Fue aprobado mediante Resolución de Consejo Directivo - Nº 006-2019-OEFA/CD. Establece disposiciones y criterios que regulen el ejercicio de la función de supervisión y es aplicable a la autoridad de supervisión, administrados sujetos a supervisión en el marco del SINEFA y del OEFA.